# Ouanho
Ouanho è un arrondissement del Benin situato nella città di Avrankou (dipartimento di Ouémé) con 9.971 abitanti (dato 2006).